# Tongue River (Dakota du Nord)
Pour les articles homonymes, voir Tongue River.
La Tongue River est un affluent de la rivière Pembina situé dans le nord-est du Dakota du Nord, aux États-Unis. 

## Description
Elle s'écoule dans la zone de prairie près de la frontière américano–canadienne dans l'extrémité nord-est de l'état dans le bassin hydrologique de la Rivière Rouge. Sa longueur est de 90,4 milles (145,48 km)
Elle prend sa source dans l'est du Comté de Cavalier et coule dans le Comté de Pembina, en passant par les villes de Cavalier, Neche et Bathgate. Elle rejoint la rivière Pembina par le sud, à environ 2 miles (3 km) en amont de l'embouchure de la Pembina sur la Rivière Rouge.
En amont de Cavalier, la rivière traverse l'Icelandic State Park, où le barrage Renwick provoque la formation du lac Renwick. En aval du barrage, des sentiers pédestres suivent la rivière dans la Gunlogson Arboretum Nature Preserve.